# Стаффорд, Хамфри (умер в 1486)
Сэр Хамфри Стаффорд (англ. Humphrey Stafford; примерно 1427 — 8 июля 1486, Тайберн, Лондон, Королевство Англия) — английский рыцарь из графтонской ветви Стаффордов, один из руководителей восстания Стаффорда и Ловела против короля Генриха VII в 1486 году. Потерпел поражение и был казнён.

## Биография
Хамфри Стаффорд принадлежал к младшей ветви влиятельного аристократического рода, представители которой владели землями в Вустершире с центром в Графтоне. Его дед и отец носили то же имя. Первый из них был членом парламента 1415 года, второй погиб в 1450 году во время восстания Джека Кэда. Хамфри-младший родился примерно в 1427 году, его матерью была Элеанора Эйлсбери, дочь и наследница Томаса Эйлсбери из Блатервика. Как старший из выживших сыновей Хамфри унаследовал семейные владения. В Войнах Алой и Белой розы он поддерживал Йорков. В 1485 году Хамфри сражался в составе армии Ричарда III при Босворте и смог спастись бегством вместе с братом Томасом.
Стаффорды и их союзник Фрэнсис Ловел, 1-й виконт Ловел, нашли убежище в Колчестерском аббатстве. Они решили продолжать борьбу за Йорков и весной 1486 года подняли восстание, известное в историографии как восстание Стаффорда и Ловела. Сэр Фрэнсис начал набирать людей в Йоркшире, Хамфри и Томас — в Вустершире. Однако братьям не удалось собрать большую армию. Вскоре они узнали, что Ловел, столкнувшись с правительственными войсками, бежал, и пришли в отчаяние. Их люди тоже разбежались, а сами Стаффорды воспользовались правом убежища в Колнхеме, на землях аббатства Абингдон. По приказу короля отряд в 60 человек во главе с сэром Джоном Сэвиджем вторгся на земли аббатства и схватил их. Аббат направил властям письменный протест в связи с нарушением древних привилегий Абингдона, но Стаффорды всё же предстали перед судом Королевской скамьи. Присяжные постановили, что право убежища не действует в случаях государственной измены. Сэр Хамфри был приговорён к смерти и казнён 5 июля 1486 года в Тайберне. Томас получил помилование, так как он, по мнению судей, только следовал за старшим братом.

## Семья
Сэр Хамфри был женат на Кэтрин Фрей, дочери сэра Джона Фрея. В этом браке родились:
- Анна, жена Ричарда Невилла, 2-го барона Латимера;
- Джойс;
- Маргарет (1456—1530);
- Элизабет (примерно 1465 — ?);
- Уильям (умер примерно в 1556);
- Томас;
- Генри;
- Хамфри (умер в 1545).